# Rząd Kazachstanu
Rząd Kazachstanu jest jednym z organów władzy wykonawczej Republiki Kazachstanu. Na czele gabinetu ministrów stoi premier, który podobnie jak ministrowie jest powoływany i odwoływany przez prezydenta. 
Przeprowadzona 6 sierpnia 2014 reforma struktur rządu zredukowała liczbę ministerstw z 17 do 12. Kolejna reforma kompozycji rządu, zakładająca funkcjonowanie 14 ministerstw została zatwierdzona 13 września 2016.